# Autoridades del Transporte Público
Las Autoridades de Transporte Público (ATP) son organismos gubernamentales que se constituyen como instrumentos para la planificación y gestión integrada de las infraestructuras y servicios del transporte público en las áreas metropolitanas de España.

## Competencias y funciones
Estos organismos de carácter público, con independencia de su naturaleza jurídica administrativa, tienen como objetivo la mejora funcional del sistema de transporte español y entre sus funciones se encuentra la concertación económico-financiera del transporte público y su integración tarifaria. 
También puede corresponderles la elaboración, tramitación y evaluación de los planes directores autonómicos de movilidad sostenible y de los planes territoriales específicos, así como la emisión de informes con respecto a los planes de movilidad urbana sostenible y estudios de evaluación de la movilidad generada.